# 바이바이, 어스
《바이바이, 어스》(일본어: ばいばい、アース)는 우부카타 토우가 글을 쓰고 아마노 요시타카가 그림을 그린 일본의 판타지 소설 시리즈다. 낱권책은 가도카와 쇼켄에서 전 2권으로, 문고판은 전 4권으로 나왔다. 만화 각색판은 소년화보사에서 2020년 3월호부터 2022년 9월호까지 연재되었으며 낱권책은 전 4권으로 나왔다. 라이덴 필름이 제작한 애니메이션 TV 시리즈 제1기는 2024년 7월 12일부터 9월 13일까지 WOWOW 등에서 방영했다. 제2기는 2025년부터 방영할 예정이다.

## 구성
놀라운 전투 실력과 거대한 검 런딩을 휘두르는 힘에도 불구하고, 벨 라블락은 의인화된 동물의 세계에서 유일한 인간이라는 이유로 버림받은 존재로 성장했다. 그녀는 자신이 속할 곳을 찾기 위해 필사적으로 자신과 같은 사람을 찾기 위해 노력한다.